# Claus Maltesen Sehested
Claus Maltesen Sehested (født 29. august 1558, død 14. april 1612) var statholder på Øsel og var på Arensborg til sin død i 1612. Søn af Malte Jensen Sehested og hans hustru Sophie Clausdatter Bille. Gift 30. september 1593 Viborg i Jylland med Anne Nielsdatter Lykke.

## Børn
- Hannibal Sehested (rigsskatmester)
- Sophie Clausdatter Sehested, Ægteskab Erik Juel, mor til Niels Juel, Jens Juel